# نبرد مال‌ورن هیل
نبرد مال‌ورن هیل (انگلیسی: Battle of Malvern Hill) همچنین شناخته شده با عنوان نبرد پویندکستر فارم، عنوان یک درگیری نظامی است که میان ایالات مؤتلفه آمریکا به رهبری رابرت ئی. لی و اتحادیه (جنگ داخلی آمریکا) به رهبری جورج بی مک‌کللن که در تاریخ یک ژوئیه ۱۸۶۲ به وقوع پیوست